# Arbeitgeberdarlehen
Arbeitgeberdarlehen (seltener: Mitarbeiterdarlehen; englisch employee loans) sind Darlehen des Arbeitgebers an seine Arbeitnehmer im Rahmen betrieblicher Sozialleistungen.
Der Arbeitgeber wird durch ein Arbeitgeberdarlehen auch zum Kreditgeber, der Arbeitnehmer gleichzeitig Kreditnehmer. Das Kreditverhältnis tritt damit als weiteres Dauerschuldverhältnis neben das bestehende Arbeitsverhältnis. Das Arbeitgeberdarlehen dient den Arbeitnehmern zur Finanzierung ihres Konsums oder auch der Baufinanzierung und macht sie unabhängiger von Bankkrediten, der Arbeitgeber kann es als Mittel der Mitarbeiterbindung einsetzen. Im Falle der Lohn- und Gehaltsabtretung zu Gunsten des Arbeitgebers kann dieser anderen Gläubigern des Arbeitnehmers den Zugriff auf das Arbeitseinkommen verwehren. Der Arbeitgeber besitzt als Kreditgeber ein geringeres Kreditrisiko als Kreditinstitute, weil er das für den Schuldendienst wichtige Arbeitsentgelt und die Beendigung des Arbeitsverhältnisses weitgehend selbst steuern kann.
Arbeitgeberdarlehen gibt es in allen Wirtschaftszweigen, auch in den finanzierungsfremden Branchen der Produktionswirtschaft. Vor allem Großunternehmen bieten ihren Beschäftigten Arbeitgeberdarlehen an, während sie bei kleinen und mittleren Unternehmen seltener vorkommen. Ausgenommen von Arbeitgeberdarlehen sind meist Beschäftigte in der Probezeit, mit befristeten Arbeitsverhältnissen oder Auszubildende.

## Arbeitgeberdarlehen im Bankwesen
Im Bankwesen selbst ist die Fachkompetenz als Kreditgeber für Arbeitgeberdarlehen am höchsten, weil Kreditinstitute das Kreditgeschäft als Bankgeschäft betreiben. Um die Kreditgewährung an Bankangestellte zu erschweren, sieht § 15 KWG im Rahmen des so genannten Organkredits vor, dass Kredite an Geschäftsleiter, leitende Angestellte, Prokuristen und Aufsichtsräte des Instituts nur bei einstimmigem Beschluss sämtlicher Geschäftsleiter des Instituts sowie unter ausdrücklicher Zustimmung des Aufsichtsorgans zu marktmäßigen Bedingungen gewährt werden dürfen. Marktübliche Bedingungen liegen vor, wenn der Fremdvergleichsgrundsatz erfüllt ist. Für die übrigen Bankmitarbeiter ist diese Regelung im Rahmen von Mitarbeiterprogrammen nicht anwendbar, hier müssen auch keine marktmäßigen Bedingungen erfüllt werden.

## Rechtsfragen
Arbeitgeberdarlehen werden aufgrund eines zwischen Arbeitgeber und Arbeitnehmer geschlossenen Kreditvertrages gewährt. Das Arbeitgeberdarlehen stellt keine Zahlung auf das Arbeitsentgelt dar, sondern ist eine Kreditgewährung, deren Hingabe und Tilgung darauf zurückzuführen ist, dass der Arbeitnehmer beim Arbeitgeber im Arbeitsverhältnis steht.
Der Kreditvertrag wird bereits aus Gründen der Beweissicherung in Schriftform abgeschlossen. Es handelt sich um einen Darlehensvertrag gemäß § 488 BGB, der den Arbeitgeber verpflichtet, dem Arbeitnehmer einen Geldbetrag in der vereinbarten Höhe zur Verfügung zu stellen. Der Arbeitnehmer ist verpflichtet, den geschuldeten Zins zu zahlen und bei Fälligkeit das zur Verfügung gestellte Darlehen seinem Arbeitgeber zurückzuzahlen. Gemäß § 491 Abs. 2 Nr. 4 BGB handelt es sich bei einem Arbeitgeberdarlehen jedoch nicht um einen Verbraucherdarlehensvertrag, sofern der vereinbarte Zins unter dem marktüblichen liegt. Dennoch genießen die Arbeitnehmer den Status eines Verbrauchers im Sinne des § 13 BGB. Der Kreditvertrag beinhaltet im Regelfall günstigere Kreditbedingungen als die Konsumkredite oder Dispositionskredite der Kreditinstitute, insbesondere beim Kreditzins oder bei der Tilgung. Werden Arbeitgeberdarlehen sogar zinslos und tilgungsfrei gewährt, gelten sie nach einer festgelegten Anzahl weiterer Jahre der Betriebszugehörigkeit des Arbeitnehmers als getilgt. Da der Arbeitgeber dem Arbeitnehmer gemäß § 107 Abs. 2 GewO keine Waren auf Kredit überlassen darf, ist eine entsprechende Einschränkung des Verwendungszwecks hierauf unzulässig. Häufig wird eine Lohn- und Gehaltsabtretung als Kreditsicherheit vereinbart, die die Tilgung durch Abzug vom Arbeitseinkommen absichert. Eine Rückzahlungsklausel stellt sicher, dass mit der Beendigung des Arbeitsverhältnisses die sofortige Fälligkeit der Arbeitgeberdarlehen eintritt. Fehlt es an der Klausel, so stellt das Ausscheiden des Arbeitnehmers aus dem Betrieb keinen Grund zur außerordentlichen Kündigung des Arbeitgeberdarlehens dar.
Eine Aktiengesellschaft darf gemäß § 89 Abs. 1 AktG ihren Vorstandsmitgliedern, Prokuristen und zum gesamten Geschäftsbetrieb ermächtigten Handlungsbevollmächtigten Kredit nur auf Grund eines Beschlusses des Aufsichtsrats gewähren. Das gilt gemäß § 115 AktG auch für Aufsichtsratsmitglieder. Da es sich bei Arbeitgeberdarlehen um eine betriebliche Lohngestaltung im Sinne des § 87 Abs. 1 Nr. 10 BetrVG handelt, unterliegt ihre Gewährung der Mitbestimmung durch den Betriebsrat.
Nicht zu den Arbeitgeberdarlehen gehören Vorschüsse des Arbeitgebers an seine Arbeitnehmer wie Lohn- oder Gehaltsvorschüsse, wenn hierbei lediglich von den Zahlungsbedingungen des Arbeitsvertrages abgewichen wird, oder Reisekostenvorschüsse. Die Zahlung auf noch nicht verdientes Arbeitsentgelt stellt einen Vorschuss dar. Für den Rechtsstreit aus Arbeitgeberdarlehen sind gemäß § 2 Abs. 1 Nr. 4a ArbGG die Arbeitsgerichte zuständig.

## Steuerfragen
Beim Arbeitgeber gehören die Zinserträge aus Arbeitgeberdarlehen zu den Betriebseinnahmen. Eventuelle Refinanzierungskosten sind Betriebsausgaben. Beim Arbeitnehmer gehört der Unterschied zwischen dem Marktzins und dem vom Arbeitnehmer zu zahlenden Zins als geldwerter Vorteil grundsätzlich zum steuerpflichtigen Arbeitslohn (§ 8 Abs. 2 EStG). Der  Arbeitnehmer erlangt durch das Arbeitgeberdarlehen einen steuerpflichtigen Zinsvorteil, wenn das Arbeitgeberdarlehen nicht zu einem marktüblichen Zinssatz (Maßstabszinssatz) gewährt wird. Als Maßstabszinssatz gilt der von der Bundesbank in der monatlich veröffentlichten MFI-Zinsstatistik ausgewiesene Kreditzins. Das BMF-Schreiben vom 1. Oktober 2008 verlangt, dass als Vergleich zum gezahlten Zinssatz (Effektivzinssatz) der marktübliche Zinssatz (sog. Maßstabszinssatz) heranzuziehen ist. Maßgeblich sind die bei Abschluss des Darlehens von der Bundesbank veröffentlichten Durchschnittszinssätze (MFI-Zinsstatistik); diese sind mit 96 Prozent anzusetzen. Die Zinsvorteile gelten als Sachbezüge, die steuerpflichtig sind, wenn die Summe der noch vorhandenen Arbeitgeberdarlehen höher als 2.600 Euro pro Arbeitnehmer liegt. Sofern der Arbeitnehmer nicht noch andere Sachbezüge erhält, bleibt der geldwerte Vorteil steuerfrei, wenn die Freigrenze von monatlich 44 Euro nach § 8 Abs. 2 letzter Satz EStG nicht überschritten wird. Für Arbeitgeberdarlehen, die Kreditinstitute ihren Mitarbeitern gewähren, gelten nach § 8 Abs. 3 EStG besondere Berechnungsvorschriften.

## Mitarbeiterdarlehen als Mitarbeiter-Kapitalbeteiligung
Der Begriff des Mitarbeiterdarlehens wird in der Fachliteratur meist für eine Form der Mitarbeiter-Kapitalbeteiligung verwendet, wobei der Arbeitnehmer als Kreditgeber gegenüber seinem Arbeitgeber auftritt. Es handelt sich hierbei um eine Art der Mitarbeiterbeteiligung.

## Sonstiges
Der manchmal anstelle des Arbeitgeberdarlehens verwendete Begriff Personalkredit ist ein Fachwort aus dem Bankwesen, wo es eine völlig andere Bedeutung besitzt.